# Calling (Lose My Mind)
Pour les articles homonymes, voir Calling.
Singles par Sebastian Ingrosso
Save the World
(2011) Antidote
(2011)
Singles par Alesso
Nillionaire
(2011) Raise Your Head
(2011)
Singles par Sebastian Ingrosso
Antidote
(2012) Greyhound
(2012)
Singles par Alesso
Raise Your Head
(2011) Years
(2012)
Singles par Ryan Tedder
Gonna Get Over You
(2011)
Calling est une chanson house instrumentale de deux DJs et compositeurs suédois Sebastian Ingrosso et Alesso sortie le 31 août 2011 sous le label Refune et UMG. La chanson a été écrite par Ryan Tedder, Sebastian Ingrosso, Alesso, Matthew Blair et produite par Sebastian Ingrosso et Alesso.
Il s'agit de la 2e collaboration des deux DJs après la chanson Eclipse (Why Am I Doing This). À la suite du succès de Calling dans les clubs et en radio, une version vocale crédité Calling (Lose My Mind) sort l'année d'après, le 12 mars 2012, avec la collaboration vocale de l'auteur-compositeur-interprète américain, membre du groupe OneRepublic Ryan Tedder.
Le single se classe dans les hit-parades de nombreux pays européens en Belgique (Wallonie et Flandre), en Irlande, aux Pays-Bas, au Royaume-Uni et en Suède. Calling (Lose My Mind) se classe dans le top 20 au Royaume-Uni dans le UK Singles Chart.

## Clip vidéo
Le clip vidéo sort le 8 mai 2012 sur le site de partage vidéo YouTube, d'une durée de 2 minutes et 57 secondes on y voit les DJs Sebastian Ingrosso, Alesso et Ryan Tedder. Au début du clip, Sebastian Ingrosso et Alesso travaillent la chanson aux studios Refune Records puis mixe dans de nombreux festivals et soirées dans des clubs américains. Le clip montre les paysages des lieux parcourus en voiture par les deux DJs, plus tard ils rejoignent Ryan Tedder lors d'un festival.

## Liste des pistes
| No | Titre                                      | Durée |
| -- | ------------------------------------------ | ----- |
| 1. | Calling (Lose My Mind) (Radio Edit)        | 3:25  |
| 2. | Calling (Lose My Mind) (Extended Club Mix) | 6:15  |
| 3. | Calling (Original Instrumental Radio Edit) | 3:25  |
| 4. | Calling (Original Instrumental Mix)        | 5:46  |

## Classement par pays
| Classement (2012)                       | Meilleure position |
| --------------------------------------- | ------------------ |
| Australie (Australian Club Chart)       | 9                  |
| Belgique (Flandre Ultratop 50 Singles)  | 52                 |
| Belgique (Wallonie Ultratop 50 Singles) | 32                 |
| Écosse (The Official Charts Company)    | 13                 |
| États-Unis (Hot Dance Club Songs)       | 1                  |
| France (SNEP)                           | 136                |
| France (Club 40)                        | 23                 |
| Irlande (Singles Top 50)                | 47                 |
| Pays-Bas (Nederlandse Top 40)           | 38                 |
| Pays-Bas (Single Top 100)               | 58                 |
| Royaume-Uni (UK Dance Chart)            | 4                  |
| Royaume-Uni (UK Singles Chart)          | 19                 |
| Suède (Sverigetopplistan)               | 18                 |